# Hermies British Cemetery
Le cimetière « Hermies British Cemetery » est l'un des deux cimetières militaires de la Première Guerre mondiale situés sur le territoire de la commune d'Hermies, Pas-de-Calais. Le second est l'imposant Hermies Hill British Cemetery situé juste en face, de l'autre côté de la route.

## Localisation
Ce cimetière est situé à l'intérieur du village, à l'ouest, rue Saint-Michel, en bordure de rue.

## Historique
Hermies a été occupé par les Allemands dès août 1914 et resta loin du front jusqu'en 1917. Le matin du 9 avril 1917, le village d'Hermies a été repris par une attaque surprise des 2e et 3e bataillons d'infanterie australiens. De nouveau perdu en mars 1918, le village fut définitivement repris en septembre 1918. Il a ensuite été « adopté », avec Havrincourt, par le comté de Huddersfield.

## Caractéristiques
Le cimetière a été construit en avril-décembre 1917 par des unités de combat et des ambulances de campagne. Il y a maintenant 109 victimes de guerre 1914-18 commémorées sur ce cimetière dont 3 sont non identifiées et un mémorial spécial est érigé à l’intention d’un soldat du Royaume-Uni, qui serait l’un d’entre eux.

## Galerie

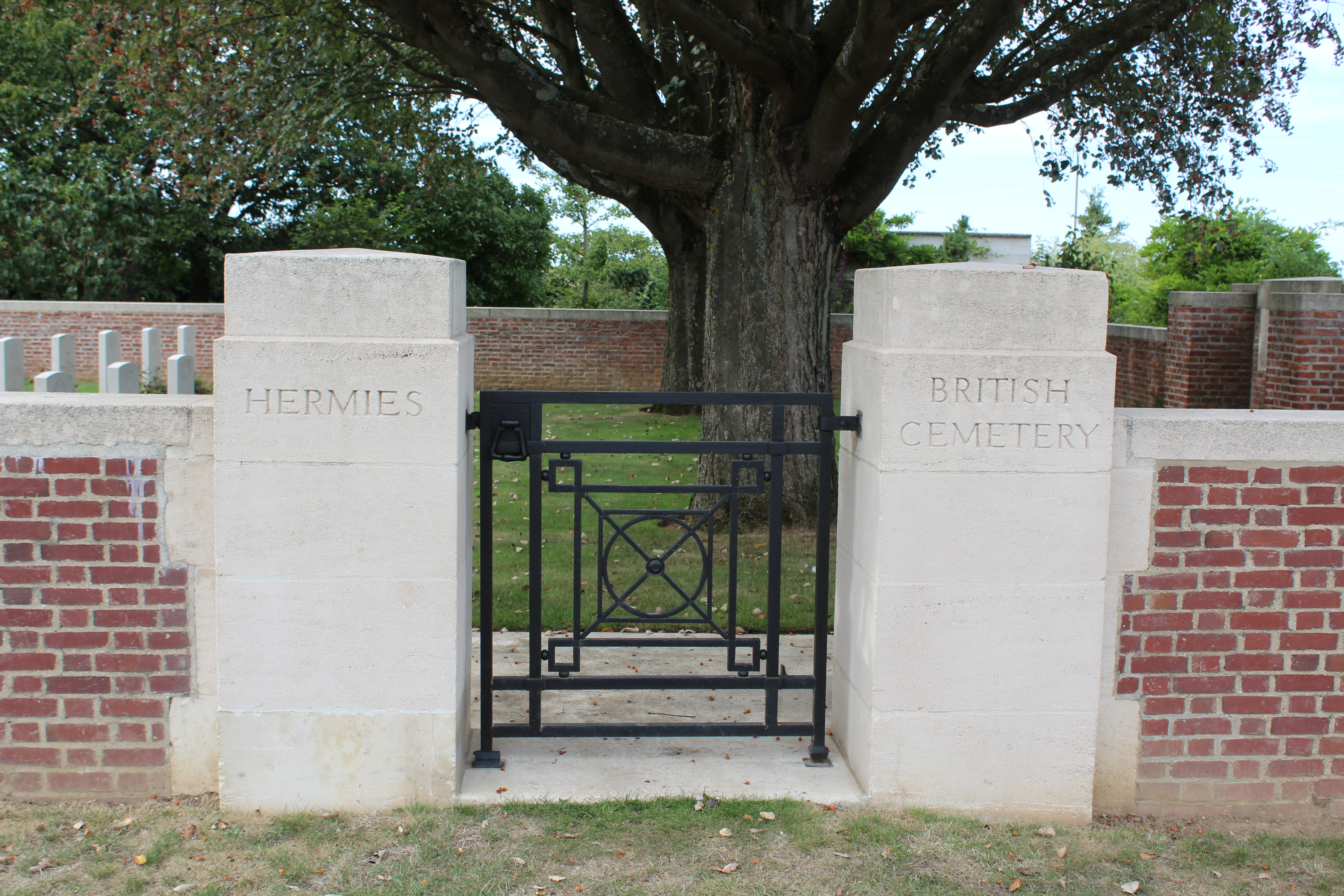
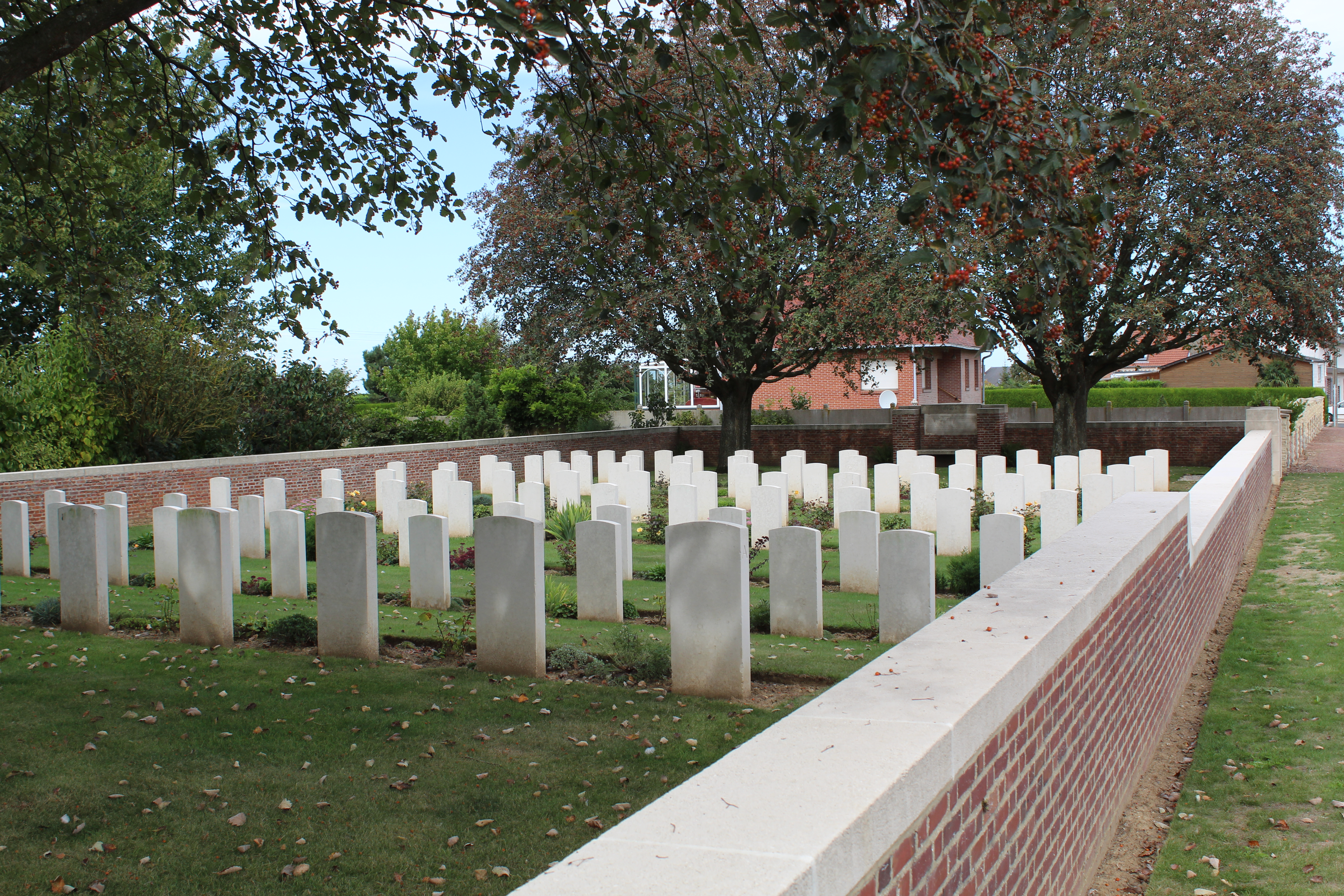
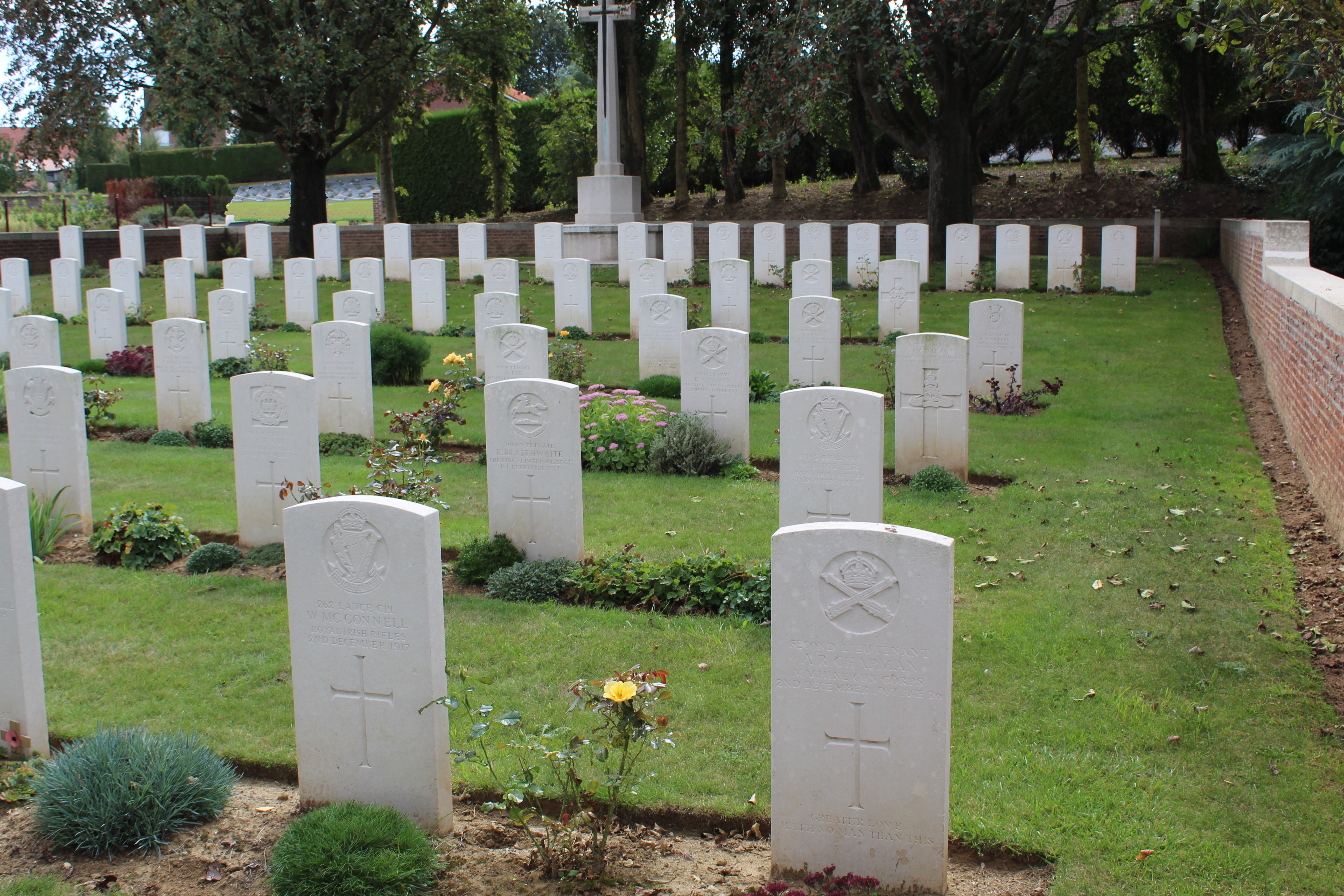
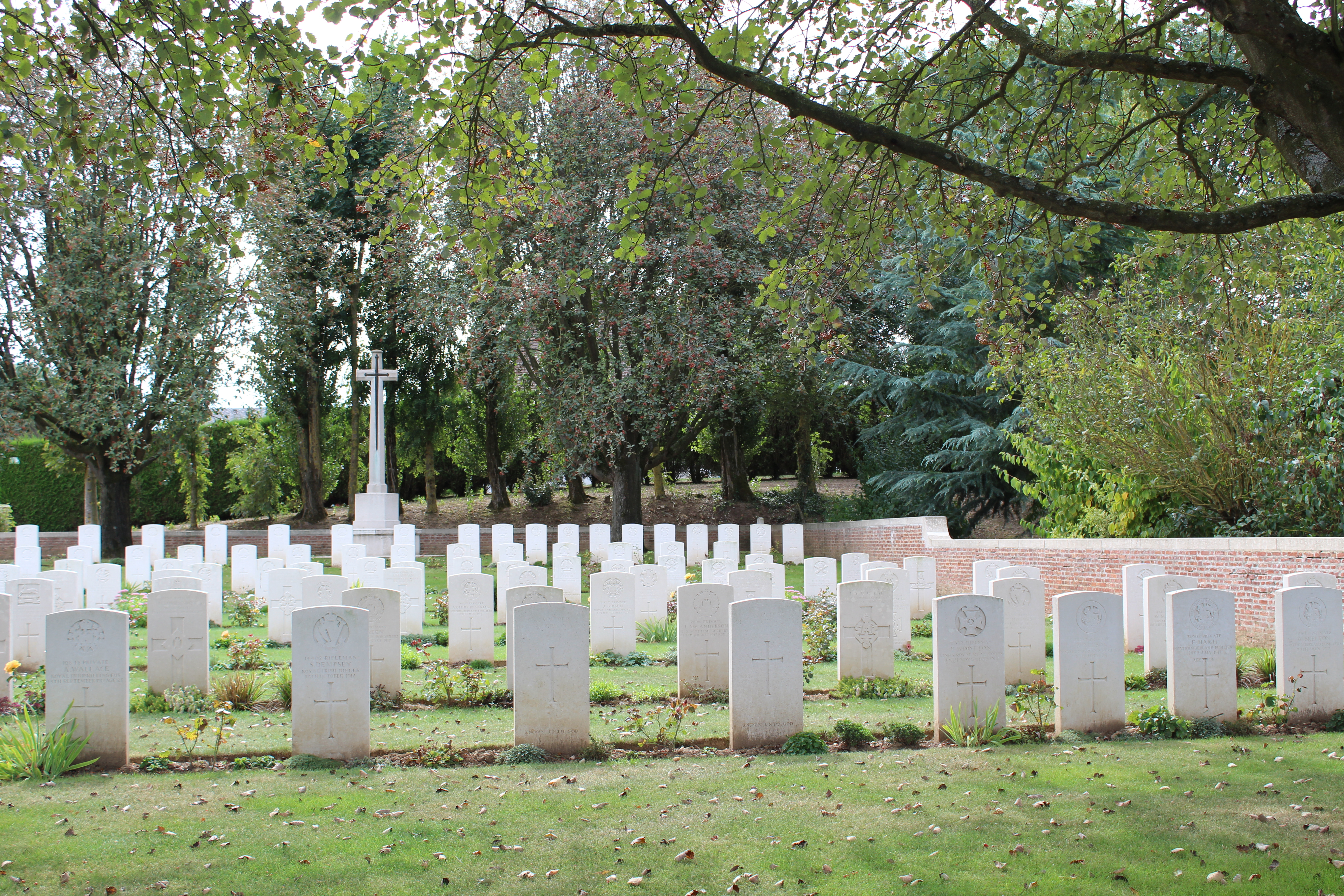

## Sépultures
| Pays        | Sépultures | Armée | Air Force | Inconnus |
| ----------- | ---------- | ----- | --------- | -------- |
| Royaume-Uni | 82         | 79    | 1         | 2        |
| Australie   | 27         | 26    |           | 1        |
| Total       | 109        | 105   | 1         | 3        |

## Pour approfondir